# Fours-en-Vexin
Fours-en-Vexin település Franciaországban, Eure megyében. Lakosainak száma 195 fő (2018. január 1.). Fours-en-Vexin Berthenonville, Cahaignes, Civières és Vexin-sur-Epte községekkel határos.

## Népesség
A település népességének változása:
| Lakosok száma | 113  | 102  | 107  | 133  | 145  | 184  | 191  | 196  | 197  | 195  |
|               | 1962 | 1968 | 1982 | 1990 | 1999 | 2008 | 2011 | 2013 | 2017 | 2018 |